# Raoul Lambert
Raoul Lambert (n. Brujas, Bélgica, 22 de octubre de 1944) es un exfutbolista belga, que jugaba de delantero. Es plenamente identificado con el Club Brujas de su país, que no solo fue el único club de su carrera; sino que también que es el equipo de su ciudad natal. Precisamente con el Club Brujas, obtuvo el subcampeonato de la UEFA Champions League 1977-78, tras perder la final ante el Liverpool de Inglaterra, en el antiguo Estadio Wembley de Londres.

## Selección nacional
Con la Selección de fútbol de Bélgica, disputó 33 partidos internacionales y anotó solo 18 goles. Incluso participó con la selección belga, en una sola edición de la Copa Mundial. La única participación de Lambert en un mundial, fue en la edición de México 1970. donde su selección quedó eliminada en la primera fase de la cita de México, a pesar de que Lambert convirtió apenas 2 goles. También participó en la Eurocopa de 1972, que se disputó en su país.

### Participaciones en Copas del Mundo
| Mundial                        | Sede   | Resultado    |
| ------------------------------ | ------ | ------------ |
| Copa Mundial de Fútbol de 1970 | México | Primera Fase |

### Participaciones en Eurocopa
| Eurocopa      | Sede    | Resultado    |
| ------------- | ------- | ------------ |
| Eurocopa 1972 | Bélgica | Tercer lugar |

## Clubes
| Club        | País    | Año         |
| ----------- | ------- | ----------- |
| Club Brujas | Bélgica | 1962 - 1980 |